# SBF Visa
SBF Visa, ook SBF Visa Group, is een Italiaans bedrijf dat achtbanen en andere pretparkattracties produceert. SBF begon in 1952 toen oprichter Italo Frison begon met het bouwen van botsauto's en vervolgens kinderritten. SBF srl werd opgericht in 1959. Het hoofdkwartier is gevestigd in Casale di Scodosia in de Noord-Italiaanse provincie Padua. Het bedrijf heeft nu kantoren in Italië, Frankrijk, Rusland, Mexico en de Verenigde Staten.

## Achtbanen
| Naam             | Model                     | Park                     | Locatie   | Type               | Geopend |
| ---------------- | ------------------------- | ------------------------ | --------- | ------------------ | ------- |
| Dvergbanen       | Kinderbaan                | Tusenfryd                | Noorwegen | Staal              | 1996    |
| Raupe            | Family Coaster (MX48)     | Freizeitpark Plohn       | Duitsland | Staal              | 2006    |
| Viking           | Family Coaster (MX52)     | Energylandia             | Polen     | Staal              | 2014    |
| Mars             | Family Coaster (MX48)     | Energylandia             | Polen     | Staal              | 2014    |
| Circus           | Dragoon Coaster (MX600/D) | Energylandia             | Polen     | Staal              | 2017    |
| Doggy Dog        | Family Coaster (MX48/D)   | Freizeit-Land Geiselwind | Duitsland | Staal              | 2017    |
| Dolle Pier       | Family Coaster (MX48)     | DippieDoe                | Nederland | Staal              | 2018    |
| Spinning Coaster | Spinning Coaster (MX608)  | Kinderstad Heerlen       | Nederland | Draaiende achtbaan | 2018    |

Dvergbanen is volgens de SBF Visa de kleinste achtbaan ter wereld, met een hoogte van 2,5 meter, een lengte van 26 meter en een topsnelheid van 6 km/h.

## SBF Visa in Nederland
Vrijwel het gehele Walibi Play Land in Walibi Holland bestaat uit attracties van SBF Visa. Ook in de rest van het park zijn van speeltuigen van de firma terug te vinden.
De pretparken Julianatoren, Toverland, Attractiepark Slagharen en in Avonturenpark Hellendoorn hebben diverse installaties van SBF Visa op hun terrein.